# Улюблені герої
«Улюблені герої» — радянський мальований мультиплікаційний фільм 1940 відомого режисера-мультиплікатора Дмитра Бабиченко. Фільм присвячений 20-річчю радянської кінематографії, і є дружнім мультиплікаційним шаржем на зірок вітчизняного кіно.

## Сюжет
До ювілею кіно з'їжджаються улюбленим кіноглядачам актори. На святі ювілею беруть участь герої найкращих фільмів. Фільм закінчується вітальною промовою актора Івана Скуратова в ролі Батьки Боженка.